# Peníze

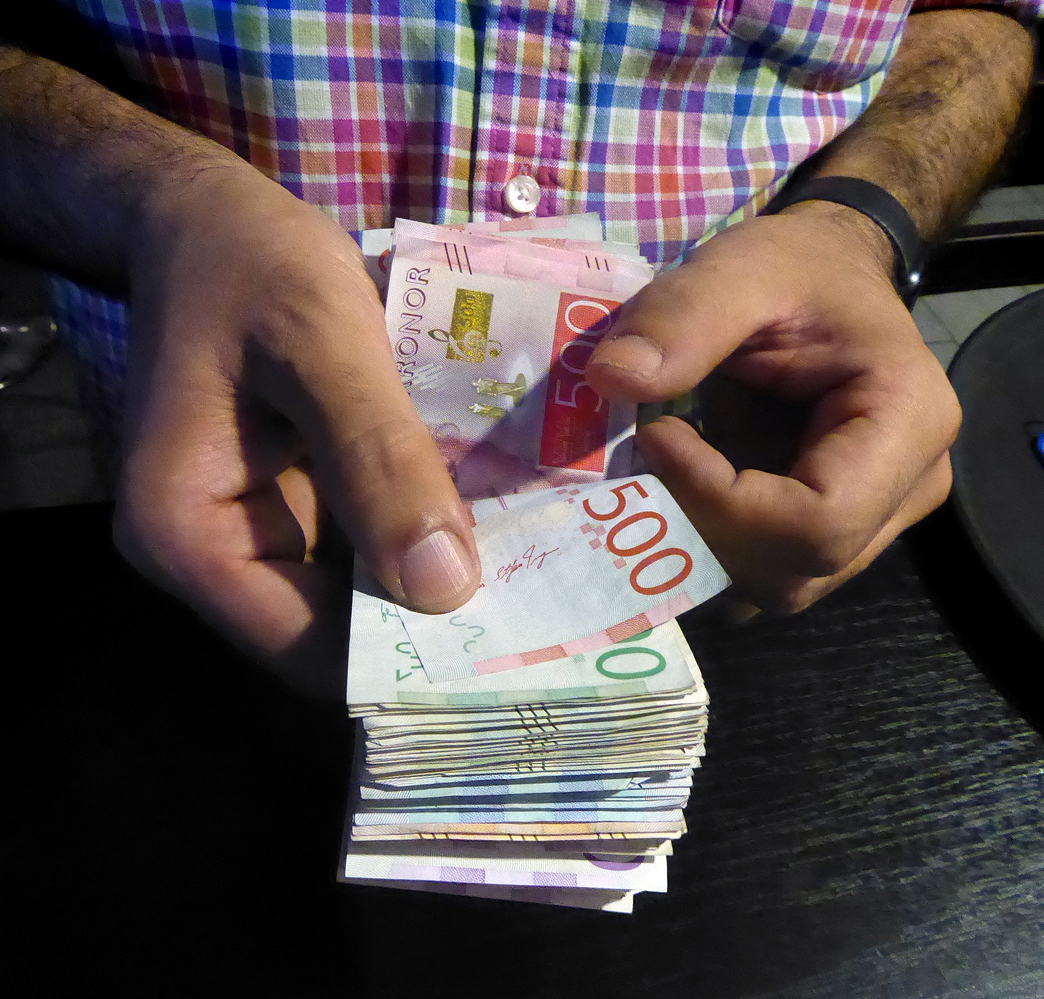
Peníze

Peníze jsou z hlediska ekonomické teorie takový statek, který v určité společnosti slouží jako všeobecně přijímaný prostředek směny (platidlo), tedy statek, pro který platí, že velká většina nepřímých směn v nějaké ekonomice se realizuje jeho prostřednictvím.
Peníze umožňují spolupráci ve velkých sociálních společenstvích. Peníze zjednodušují a snižují transakční náklady směny. Oproti přímé směně statků umožňují přehledné porovnání cen jednotlivých statků, směny mezi jedinci, kteří navzájem nepoptávají produkty a směnu při nenásobných cenách zboží.
V omezeném právním smyslu jsou peníze takovým statkem, který je definován zákonem jako tzv. zákonné platidlo. Konkrétní peněžní jednotka daného státu se označuje měna.

## Funkce peněz
Mainstreamová ekonomie rozlišuje tři základní funkce peněz. Aby se jakýkoliv statek mohl stát penězi, musí sloužit jako všeobecný prostředek směny, zúčtovací jednotka a dlouhodobý uchovatel hodnoty. Někteří autoři popisují i další funkce peněz, ty ale již vycházejí z těchto tří základních.

### Všeobecný prostředek směny
Nejdůležitější funkcí peněz je bezesporu jejich služba jako všeobecný prostředek směny. Tato funkce peněz je naprosto zásadní a svým způsobem z ní plynou i následující dvě popisované funkce. Kdokoliv si přeje směnit A za B, nemusí hledat jiného člověka ochotného směnit přesně totéž B za A, naprosto postačí prodat (tj. směnit za peníze) A na jednom trhu a za získané peníze koupit na jiném trhu žádané množství B. Všechny transakce jsou proto podstatně jednodušší. Obecně je jakákoliv vyspělá ekonomika bez peněz nepředstavitelná. Jde o základní funkci peněz, ostatní funkce jsou od této odvozené jako atributy současného finančního systému.

### Zúčtovací jednotka
Peníze jsou také společným jmenovatelem, na který lze převést tak odlišné statky jako je lidská práce, surovinové zdroje, kapitálové vybavení a tak dále. Všechny tyto veličiny lze ocenit v penězích. Ty tak slouží jako společná zúčtovací jednotka. Díky tomu jednotlivým aktérům na trhu zásadně usnadňují ekonomickou kalkulaci. Bez ní by podnikatelé nebyli schopni určit, který výrobní způsob je nejvhodnější, jaké množství a v jaké kvalitě má být vyráběno a tak dále, protože by nebyli schopni nijak porovnat vzácnost produkčních faktorů navzájem, ani by nebyli schopni rozpoznat, zda na trhu vůbec lze produkt se ziskem prodat.

### Uchovatel hodnoty
Další výhodou peněz je možnost druhou část nepřímé směny odložit na neurčito, není potřeba, jak je tomu v případě barteru, aby se prodej a nákup odehrál v jednom okamžiku. V současnosti však peníze slouží jen jako dočasný krátkodobý uchovatel hodnoty. Proto by asi bylo korektnější nazývat je pouze měnou nebo platidlem. Je třeba podotknout, že peníze (v posunutém významu toho slova) neboli měna nemusí být zdaleka nejlepším způsobem uchování hodnoty, obvykle jím ani nejsou, i když plnohodnotné peníze si tuto vlastnost stále uchovávají. Lidé však obvykle část svého majetku stále dočasně drží ve formě platidla, protože je lze dle ustanovení zákona okamžitě proměnit v libovolný jiný statek, tato vlastnost se nazývá likvidita. Cílem držby takových peněžních zůstatků je především možnost okamžitě reagovat na nepředpokládané situace.

### Další funkce peněz
Z výše jmenovaných funkcí peněz plynou i další užití peněz zásadní pro funkční ekonomiku. Jedním z nich je i efektivnější úvěrový trh. Ve vyspělých ekonomikách lidé nedrží veškeré své peníze ve formě hotovosti, ale část zapůjčují prostřednictvím trhu zápůjčních fondů (v praxi prostřednictvím komerčních bank), který pro ně najde vhodné využití ve formě investice. Tak je prosté spoření (pouhé hromadění) nahrazeno do značné míry spořením kapitalistickým, kdy peníze reprezentující minulé vytvořené hodnoty jsou směřovány do rukou těm nejlepším podnikatelským záměrům. Taková koncentrace kapitálu umožňuje podstatně vyšší míru hospodářského růstu nesrovnatelnou s tím, který pozorujeme v ekonomikách kladoucích překážky pohybu peněz a rozvoji finančního systému.

## Vlastnosti peněz

### Dělitelnost
Dělitelnost je jedna z hlavních konkurenčních výhod peněz oproti přímé směně zboží přispívající k jejich univerzálnosti. Každá jednotka může být rozdělena na určitý počet menších jednotek (např. 1 koruna = 100 haléřů, 1 zlatý = 1/2 konvenčního tolaru = 1/20 stříbrné kolínské marky = 60 krejcarů = cca 11,7 g stříbra). Z tohoto důvodu se penězi historicky staly právě drahé kovy, které mají takřka dokonalou dělitelnost. Drahé kameny, mušle a další předměty tuto vlastnost postrádají, a proto byly časem jako peníze opuštěny.

### Zaměnitelnost
Zaměnitelnost vyjadřuje skutečnost, že účastníkům směny je jedno, v jaké formě či složení peníze vydají/přijmou, dokud platí, že dohromady dají smluvenou cenu. Tuto vlastnost mají například běžné bankovky a mince. Jedna tisícikoruna se rovná dvěma pětistovkám a dvě pětistovky jsou navzájem ekvivalentní. Pamětní mince s uměleckou hodnotou již tuto vlastnost nesplňují.

### Přenositelnost
Peníze (zejména ve formě oběživa) byly historicky navrženy pro snadné přenášení (snadnější než většina hodnot, za něž mohou být směněny). První papírové peněžní substituty se objevily v Číně, kde do té doby jako peníze sloužily měděné mince, kterých bylo pro jejich relativně nízkou hodnotu třeba přenášet i na běžné obchody hodně. To zvyšovalo transakční náklady, a proto došlo k jejich nahrazení přenosnější alternativou.

### Trvalost a trvanlivost
Další vlastností peněz je jejich trvalost a trvanlivost. Peníze nemají dopředu určenou žádnou lhůtu platnosti-spotřeby (na rozdíl např. od opčních obchodů a různých poukázek na peníze), je předpokládána jejich dlouhodobá platnost. Současně jsou vyhotoveny z materiálů, které nepodléhají rychlé zkáze, ale které naopak co nejvíce vzdorují opotřebení (u mincí např. otěrem).

## Původ peněz a jejich historie
Tradičně se původ peněz snaží vysvětlit komoditní (bartrová) teorie a chartalistická teorie, ale existuje možnost, že důvodem zavedení peněz mohl být dálkový obchod.

### Komoditní peníze a mince z drahých kovů
První formou peněz se staly všeobecné ekvivalenty nebo také komoditní (zbožové) peníze, které byly různé pro různé části světa a různé epochy. Ve starověkém Babylóně to bylo obilí, v Číně mušličky, staří Slované používali plátno (od toho se odvozuje slovo platidlo) a také v současné době se lze v některých věznicích setkat s používáním cigaret jako platidla.[zdroj?] Vždy se jednalo o komoditu, která v první řadě splňovala první uvedenou funkci peněz, tj. byla široce přijímána obyvateli dané ekonomiky. V průběhu historie se jako nejvhodnější komodita pro tento účel ukázaly drahé kovy, jmenovitě zlato a stříbro. Tyto kovy byly poměrně vzácné, dobře zpracovatelné, neomezeně trvanlivé a široce akceptované. Stříbro se kvůli své relativně menší vzácnosti používalo spíše pro menší transakce, naopak zlato pro větší. Kovy zlato i stříbro bývaly jako platidlo, které se vážilo, použitelné v jakémkoli stavu (např. zlaté valouny, zlatý prach, zlaté šperky), ovšem z praktických důvodů se časem rozšířily mince, jejichž ražba měla potvrzovat ryzost a hmotnost daného kusu zlatého kovu. Názvy mnoha měn (například britská libra, dolar) byly původně odvozeny od množství drahého kovu v nich obsaženého.

### Státní emisní monopol a zlehčování mincí
Od prvopočátku ražby mincí se panovníci resp. vlády snažili právo razit mince monopolizovat. Vyrábět z drahých kovů mince bylo možné pouze na zvláštní povolení (mincovní regál), popřípadě toto právo soustředila ve svých rukou jedna státní instituce. Tento monopol, nejen na ražbu, ale hlavně i na stanovení směnných kursů mezi jednotlivými mincemi umožnil státům snižovat v mincích obsah drahých kovů a nahrazovat je levnějšími. Rozdíl šel do státní pokladny, která tak získala dodatečný příjem na úkor vlastníků těchto nových zlehčených mincí. Například množství stříbra ve francouzské minci Livre tournois kleslo mezi léty 1200 a 1600 z 98 gramů ryzího stříbra na 11 gramů.
Jsou samozřejmě i čestné výjimky, kdy panovníci nebo města přející obchodu a rozvoji ekonomiky na svém území spíše než vlastní kapse, razili mince z drahého kovu o stejné váze a ryzosti po dlouhou dobu, přesahující i několik generací. Rekordmanem v tomto směru je pravděpodobně zlatá mince solidus zavedená Konstantinem Velikým v Byzanci r. 312, jejíž ražba pokračovala v nezměněné podobě nejméně 700 let.

### První bankovky
Používání mincí z drahých kovů se v průběhu věků stalo neefektivní pro manipulaci s většími částkami peněz, navíc mince se používáním opotřebovávaly a snižovala se jejich hmotnost. Skladování většího množství peněz zase může být nebezpečné například z hlediska možného vykradení. Proto vznikaly úschovny mincí (předchůdci dnešních bank), které za poplatek uschovaly mince v určité hodnotě (tyto peníze dále nepůjčovaly), a vydaly o tom vlastníkovi potvrzení. Postupem času se tato potvrzení začala používat místo platby – kupující nemusel chodit do úschovny, aby vyzvedl mince, kterými by zaplatil prodávajícímu, ale jednoduše mu zaplatil svým potvrzením z banky a novým majitelem příslušného obnosu se stal prodávající. Tak vznikly papírové peníze – bankovky.
Hodnota těchto bankovek se rovnala množství drahého kovu, které reprezentovala. Dalo by se říct, že se fakticky jednalo o poukázky na zlato uložené v trezorech jednotlivých úschoven (komerčních bank). Na rozdíl ode dneška tedy měla každá banka právo vydávat (emitovat) své bankovky, původně pouze potvrzenky dokládající vlastnický nárok depozitora. Jednotlivé finanční domy sloužily především jako bezpečná úložiště takového zlata, každá bankovka musela být na požádání vyplacena v kovu – peníze tedy byly 100% kryté zlatem. Uložením peněz do banky se množství peněz nezměnilo. Podstatné je, že u úložky nedochází ke změně vlastnického práva k uložené věci, jedná se o službu za kterou uložitel platí. Neexistoval žádný emisní monopol centrální banky, neexistovala centrální banka nebo jiná regulační instituce, bankovní systém byl pouze jednostupňový.
Pro malé částky se též začaly využívat tzv. symbolické mince, což byly vlastně bankovky malé hodnoty, které nebyly vytištěné na papír, ale vyražené do kovu. Samotná hodnota kovu symbolické mince byla zanedbatelná.

### První nekryté bankovky
Někdy se stalo, že vláda, aby mohla zvýšit své příjmy (typicky z nutnosti financovat válku), dovolila některé bance vytisknout více bankovek, než kolik bylo měnového kovu v jejích trezorech. Pokud by se všichni držitelé bankovek rozhodli směnit své bankovky zpět za zlato, banky by nemohly uspokojit všechny. Za normálních okolností by takový krok vedl všechny depozitory k runu na banku, tedy k překotnému pokusu vybrat své zlato dříve, než to udělají ostatní držitelé bankovek. Proto vláda obvykle osvobodila dotyčnou banku z nutnosti na požádání vydat komoditu, banka tedy mohla vytisknout více peněz bez nebezpečí bankrotu, a oplátkou musela poskytnout půjčku vládě. Někdy též státy vydávaly své vlastní nekryté peníze – státovky. Jinými slovy státy prováděly inflaci. Fakticky šlo o dodatečné zdanění obyvatelstva, jehož peníze ztratily část své hodnoty, kterou tak získala vláda. Takové zdanění bylo pozvolné a nenápadné a tedy méně nepopulární, než například zvyšování daňových sazeb. Při jedné z takových inflačních epizod vznikla i Bank of England, která navíc získala za své služby koruně i práva velmi podobná současným emisním monopolům centrálních bank.[zdroj?]
Ještě v tomto stadiu vývoje bankovnictví si vláda i banky byly vědomy, že porušují smluvní závazky dobrovolně přijaté bankami a nutí vlastníky k nedobrovolné půjčce.

### Bankovnictví částečných rezerv
Až do dvacátého století však byla takováto inflační období spíše výjimečná ve většině zemí Evropy, mír provázela mírná deflace. První světová válka však představovala svého druhu přelom. Návrat ke zlatému standardu byl jen částečný a špatně provedený. Masivní tištění peněz vedlo ve 20. letech k hyperinflaci a následnému hospodářskému kolapsu např. v Německu a Rakousku. Nově vzniklá Československá republika se podobným problémům ubránila konzervativní monetární politikou.
Velká hospodářská krize navíc přinesla další nárůst státních intervencí do monetárních záležitostí, například občané Spojených států byli v roce 1933 zbaveni práva držet zlato, s výjimkou například sbírek vzácných mincí. Po druhé světové válce dochází k ustanovení Brettonwoodského systému, ve kterém byl na zlato navázán pouze americký dolar a ostatní měny byly navázány na dolar. Kvůli inherentním problémům tento systém na začátku 70. let zaniká a začíná období volných plovoucích kurzů.
V průběhu 20. století tak ekonomiky jednotlivých států upouštějí od používání jakéhokoliv krytí bankovek vzácnými kovy. Jako peníze nadále neslouží kov, ale samotné bankovky tištěné centrální bankou, které původně představovaly pouhou poukázku na zlato či stříbro. Proto někdy bývají označované jako nekryté peníze. Zákony označující dané bankovky za zákonné platidlo a vynucující jejich používání slouží k zabránění konkurence jiných měn, ať už zlata či jiných.
Někde v této době spolu s postupným zaváděním centrálního bankovnictví došlo i k subtilní revoluci v oblasti zákonodárství. Z depozita (tedy potvrzení) o uložení se stává vklad (tedy půjčka bance) a tato je oprávněna s přechodem vlastnictví s ním nakládat.
Zároveň vzniká bankovnictví částečných rezerv, ve kterém komerční banky nejsou povinny držet svěřené peníze u sebe ke krytí svých splatných závazků, ale mohou na jejich základě vytvářet nové peněžní substituty poskytováním úvěrů dalším subjektům. Banka se tak stává už ne zprostředkovatelem úvěrů plnohodnotných peněz, ale emitentem nekrytých peněžních substitutů. Jelikož tedy na rozdíl od kovů není množství oběživa dnes nijak fyzicky omezeno, zažíváme mnohem vyšší míry inflace než v minulosti.[zdroj?] Zároveň současný dvoustupňový bankovní systém umožňuje produkci mnohem vyššího množství bezhotovostních peněz, než jak tomu bylo v minulosti, velká část měnové zásoby tedy už neexistuje v hotovostní formě.[zdroj?] K tomu je ovšem zapotřebí i výrazná legislativní podpora státu.

## Dnešní formy peněz
Z pohledu ekonomie se každý statek vyznačuje různou mírou směnitelnosti, přičemž jako peníze slouží ten, jehož směnitelnost je nejvyšší. Proto na rozdíl od právní definice termínu neexistuje mezi penězi a „ne-penězi“ kategorický rozdíl, existuje dlouhá řada statků, které jsou dobrými peněžními substituty, tedy vyznačují se téměř tak dobrou směnitelností jako peníze samotné.

### Peníze jako zákonné platidlo
Základní komoditou dnes sloužící jako peníze jsou papírové bankovky a mince vydávané jednotlivými státy, též se hovoří o oběživu. Centrální banka (v Česku Česká národní banka) disponuje tzv. emisním monopolem, což znamená, že zákon jí uděluje výhradní právo tisknout tyto bankovky a razit mince, kdokoliv jiný by se stejným činem dopouštěl trestného činu padělání. Tyto peníze jsou označeny za zákonné platidlo, čímž je jejich faktická role peněz ukotvena legislativně. Jednotliví aktéři na trhu tedy přijímají především tyto peníze, věřitelé jsou povinni tyto peníze přijímat ze zákona.

### Peněžní substituty
Vedle oběživa existují ještě peněžní substituty, které je téměř dokonale zastupují. Hodnota peněžních substitutů je odvozena od jejich možnosti směnit je na vyžádání za peníze. Dříve tedy byly bankovky peněžními substituty a drahé kovy samotnými penězi. Dnes, po opuštění vazby na drahé kovy, posunulo slovo peníze svůj význam, označují nyní oběživo a nejčastějšími peněžními substituty jsou vklady u komerčních bank. Tisíc korun na účtu má tak stejnou hodnotu jako tisícikorunová bankovka. Základním předpokladem stability bankovního systému a celé ekonomiky je falešná důvěra, že oběživo a vklad jsou plně zaměnitelné a nikdy nebude požadována výměna vkladů na hotovost ve větším měřítku. Projevem selhání systému by byl požadavek klientů na výběr hotovosti větší než činí povinné rezervy bankovního systému tzv. run na banku.

### Peněžní agregáty
Makroekonomie, ve snaze popsat množství a druh těchto substitutů přítomných v ekonomice, definuje jednotlivé měnové agregáty M (z anglického Money). Agregáty se navzájem liší likviditou, tedy obtížností převodu na hotovost. Tyto bezhotovostní peněžní substituty tvoří dnes většinu peněžní zásoby. V dnešní inflačně založené ekonomice většinu objemu peněžních substitutů do oběhu neuvolňuje centrální banka, ale jednotlivé komerční banky, a to připisováním bezhotovostních peněz na jimi vedené účty svých klientů, to za dodržování bankovních pravidel dle Zákona o bankách. Význam agregátů spočívá ve faktu, že centrální banka množství peněžních substitutů v ekonomice pouze odhaduje a navíc má jen omezené a navíc nepřímé možnosti jak toto množství řídit. Základním parametrem bankovního systému je sazba povinných minimálních rezerv, které centrální banka vztahuje právě k některému z agregátů. Tím se pak určuje tzv. peněžní multiplikátor. ČNB používá peněžní agregát M1.

## Peníze pohledem různých ekonomických škol

### Klasická ekonomická škola
Klasická ekonomická škola zastává kvantitativní teorii peněz, která říká, že nabídka peněz má přímý vliv na cenovou hladinu. Jako každá teorie prošla i tato určitým historickým vývojem, můžeme ji však shrnout následovně: klasikové tvrdí, že pokud dojde k růstu nabídky peněz, po určitém čase se ceny statků jednoduše zvýší v dané proporci a nic významnějšího se v reálné (nepeněžní) ekonomice nestane. Tato vlastnost také bývá nazývána neutralita peněz. Směnná hodnota peněz je nepřímo úměrná jejich množství.

### Rakouská škola
Na začátku 20. století podrobila Rakouská škola klasiky tvrdé kritice. Představitelé Rakouské školy kritizují bankovnictví s částečnými rezervami, centrální bankovnictví, a nekryté peníze. To podle nich umožňuje státu nekontrolovaně zvyšovat množství peněz v oběhu (provádět inflaci), a tím je znehodnocovat, což považují za okrádání lidí, kteří peníze drží. Zástupci této teorie sice souhlasí s tím, že směnná hodnota peněz klesá s jejich rostoucím množstvím a naopak, ale odmítají teorii neutrality peněz. Nové peníze se totiž neobjevují v ekonomice rovnoměrně a způsobují tak mimo jiné i přerozdělení bohatství ve společnosti. Rakouští ekonomové také poukazují na další škodlivé projevy inflace. Podle Rakouské teorie hospodářského cyklu je to právě možnost komerčních bank (za podpory centrální banky) tvořit nové peníze, která dává za vznik hospodářským cyklům.
Řešením těchto problémů je podle Rakouských ekonomů zrušení centrální banky a návrat ke zlatému standardu – množství peněz 100% krytých zlatem nelze snadno zvyšovat. Alternativní teorii představil rakouský ekonom F. A. Hayek, držitel Nobelovy ceny za ekonomii, který navrhl konkurenci několika soukromě emitovaných měn. Tržní síly by donutily emitenta měny, aby držel cenovou hladinu své měny relativně stabilní.
Jistá forma soukromých peněz však stále existuje: směnky vlastní.

### Keynesiánství
Velká hospodářská krize z přelomu dvacátých a třicátých let 20. století podnítila vznik nových ekonomických teorií. Právě nezaměstnanost, která v tomto období kriticky vzrostla, je v očích keynesiánských ekonomů největším zlem v ekonomice, chtějí ji řešit vlivem státu a jeho výdaji, které mají ekonomiku probudit.
Keynes vyslovil názor, že za určitých okolností se nemusí trh nutně vždy přibližovat nejefektivnějšímu bodu, ale může se ustálit v situaci, kdy je produkt nízký a nezaměstnanost vysoká. Takovými podmínkami může být např. tzv. spekulativní motiv poptávky po penězích či past na likviditu, která v určitých případech (např. hluboká a dlouho trvající krize) může způsobit totální neúčinnost monetární politiky. Proto se keynesiánci soustředí především na fiskální politiku.

### Monetarismus
Monetarismus je makroekonomická teorie, podle které je ekonomika řízena nabídkou peněz. Hlavními sledovanými parametry jsou HDP a cenová hladina, hlavním smyslem kroků centrální banky a vlády je stabilita a růst HDP, například pomocí cílování inflace. Zásadní roli v ekonomice hraje centrální banka, která by měla být nezávislá na vládě státu. Hlavním zastáncem monetarismu byl Milton Friedman. Ten obviňoval keynesiánství například z prohlubování ekonomických cyklů a za vznik stagflace.
Monetarismus sám je terčem kritiky od neokeynesiánců, kteří tvrdí, že poptávka po penězích závisí na jejich nabídce. Taktéž argumentují, že poptávka po penězích se nedá vůbec předvídat. Joseph Stiglitz argumentuje tím, že při nízké inflaci je vazba ekonomiky na nabídku peněz jen slabá. Ekonomové Rakouské školy namítají, že monetarismus ignoruje subjektivní vnímání hodnoty peněz lidmi.

### Neokeynesiánství
V současné době je hlavním proudem Neokeynesiánství, které je kombinací neoklasické ekonomie a přepracovaného keynesiánství. To stále klade důraz na motivační roli státu formou levných „povzbuzovacích balíků peněz“ (kvantitativní uvolňování) do ekonomiky, kterou mají tyto peníze společně se státními investicemi rozhýbat.

### Post-Keynesovská monetární ekonomie (Endogenní teorie peněz)
Podle Chick a Dow existují čtyři přístupy k penězům v makroekonomii, které si přivlastnily označení „postkeynesiánský“: preference likvidity, teorie peněžního okruhu (cirkuisté) a dvě formy endogenních peněz - strukturalismus a horizontalismus. Horizontalisté odmítají samotnou myšlenku poptávky po držbě peněz, která je jádrem preferencí likvidity; cirkuisté odmítají nejistotu jako zdroj existence peněz, jedno z Keynesových nejsilnějších tvrzení; strukturalisté odmítají neomezenou (elastickou, čistě horizontální) nabídku peněz, jádro horizontálního přístupu. O definici peněz se dokonce hádají (spor mezi MMT a dalšími autory). Nicméně se PKM shodují, že bankovní půjčky vytvářejí vklady. Jedním z hlavních principů postkeynesiánské ekonomiky je, že peníze jsou endogenní, což znamená, že jejich nabídka je určena poptávkou po půjčkách a ta pochází z ekonomického systému za účelem financování výrobních a akumulačních procesů nebo nárůstu spekulativních nákupů. Hlavní politická implikace této teorie spočívá v tom, že peníze a měnová politika nejsou neutrální ani z krátkodobého, ani z dlouhodobého hlediska. Debata mezi tím, co se obvykle označuje jako horizontalisté a strukturalisté, se opírá o tři argumenty. (1) Nejprve dochází k neshodám ohledně míry přizpůsobení centrálních bank poptávce po rezervách komerčních bank. (2) Zadruhé, diskutuje se o smyslu a relevanci preferencí likvidity komerčních bank. (3) Zatětí, existuje kontroverze ohledně implikace preference likvidity nebankovního veřejného sektoru.
|                   |                                           | Post-Keynesovská monetární ekonomie | MMT přístup k penězům (Taxes drives money) |
|                   | Společné                                  | | |
| Svrchovanost      | Politická svrchovanost                    | Národní stát je suverén, který definuje peníze na účtu a národní nekryté peníze, které na tuto definici reagují | Národní stát je suverén, který definuje peníze na účtu a národní nekryté peníze, které na tuto definici reagují |
| Přístup k penězům | Money supply                              | Peněžní teorie výroby | Peněžní teorie výroby |
| Přístup k penězům | Odlišnosti                                | | |
| Přístup k penězům | Přijatelnost                              | Peníze jako výtvor státu (smlouvy a daně) a konvence | Daně pohánějí peníze: cílem zdanění je vytvořit poptávku po měně |
| Přístup k penězům | Spojení centrální banky a státní pokladny | Různé, ale vzájemně propojené instituce ❖ Treasury (MF): prosazuje smlouvy a daňové zákony; vydává dluhopisy s nízkým rizikem používané při operacích měnové politiky ❖ Centrální banka: emitent národních peněz, odpovědný za měnovou politiku, věřitel poslední instance a regulátor měnového a finančního systému | Předpoklad konsolidace ❖ Treasury utrácí připsáním na bankovní účet a nehrozí žádné finanční omezení (daně a cenné papíry nefinancují vládní výdaje) ❖ Nerozlišuje se mezi měnovou a fiskální politikou (státní dluhopisy jako úroková alternativa k rezervám) |

Zpracováno dle D.M. Prates.
Peníze jsou středem všech moderních kapitalistických prekarizovaných ekonomik. Peněžní nástroje jsou tedy v zásadě dluhy. Peníze jsou více než čistě ekonomický nástroj a mají důsledky pro celou společnost. PKM identifikuje tři perspektivy, které lépe odrážejí složitost peněz: makroekonomická perspektiva založená na postkeynesovské endogenitě peněz; institucionalistická perspektiva identifikující peníze jako sociální odkaz společnosti; perspektiva politicko-ekonomická, která považuje peníze za nástroj moci a konfliktů.
Podle Paula Davidsona Keynes odmítl tři klasické axiomy: ergodický axiom, neutrální peněžní axiom a hrubý substituční axiom. Podle Postkeynesiánství tři axiomy liberální ekonomie (neutralita peněz, ergodicita a dominance substituce nad příjmem v mikroekonomii), které tvoří základ neoklasické ekonomie, nelze brát vážně. Peníze vznikly z tzv. „obřadních peněz“, které byly původně ceněny jako prestižní statek nebo pro svou "magickou" moc (a nikoli jako nejprodávanější statek) a nejprve byly použity hlavně ze sociálních důvodů, ale poté byly použity u "wergildu" (odškodnění za vraždu) a další sankční systémy, kde se pokuty počítají na základě společné zúčtovací jednotky. Peníze mohli také vzniknout jako abstraktní zúčtovací jednotka uložená shora starovládními chrámovými institucemi pomocí váhových jednotek kovu z jejich systémů ekonomického plánování.
Endogenní teorie peněz lze vysledovat až do bankovní školy 19. století a ke Knutovi Wicksellovi a Schumpeterovi. Myšlenky endogenních peněz podpořili také teoretici kontinentálního evropského měnového okruhu. Keynes v obecné teorii zaměstnanosti, úroků a peněz (1936) považoval peněžní zásobu za exogenní, ale v pojednání o penězích (1930) a v článku „Alternativní teorie úrokové míry“ měl tento koncept uznat Ve druhé práci Keynes zdůraznil finanční motiv jako základ endogenních peněz. King tvrdí, že Richard Kahn a Joan Robinson jako první vyvinuli post keynesiánskou teorii endogenních peněz, i když poněkud omezeným a neúplným způsobem. Nicholas Kaldor pokračoval ve vývoji teorie ve svých polemikách proti monetarismu a zejména v jeho nyní klasické knize The Scourge of Monetarism. Tvrdá debata s monetaristy ve skutečnosti inspirovala PKM k objasnění a formulaci přísnější endogenní teorie peněz (peněžní teorie výroby). Výsledkem je debata mezi tzv. „Horizontalisty“ a „vertikalisty". Směr příčinné souvislosti tedy zpravidla probíhá: (1) obchodní poptávka po úvěru (platba za vstupy zboží a faktoru práce, jejichž ceny se mohly oproti předchozím výrobním obdobím zvýšit ) + poptávka po vkladech na požádání → (2) nárůst nabídky peněz (tažený změnami úrovně poptávky po vkladech) → (3) poptávka bank po větších rezervách, když potřebují zúčtovat závazky → (4) centrální banka vytváří potřebné rezervy.
Paul Davidson zdůraznil, že peníze lze do ekonomiky zavést dvěma odlišnými procesy, procesem změny portfolia či finanční politikou vlády (exogenně) a finančním procesem vytvářejícím příjem (endogenně). První z těchto procesů je více podobný ortodoxnímu přístupu exogenních peněz: centrální banka zvyšuje rezervy, což mění úrokové sazby a vyvolává následné úpravy portfolia. Mnoho post keynesiánů zaujímá radikálnější „horizontalistický“ přístup, který trvá na tom, že centrální banky nemohou určovat množství rezerv. Operace na volném trhu a operace s úroky mají defenzivní charakter, přičemž centrální banka je schopna určit pouze cenu, za kterou budou rezervy dodávány. Banky stanovují úrokové sazby retailových úvěrů a vkladů vzhledem k cílové sazbě centrální banky a poté uspokojují poptávku po půjčkách a přijímají nabídku vkladů podle těchto spravovaných sazeb. Nabídka peněz je tedy při úrokové sazbě půjčky „horizontální“ do té doby, dokud jí centrální banka drží svými operacemi na volném trhu.
PKM poukazuje na prostorově strukturovanou a hierarchickou povahu mezinárodního měnového a finančního systému, a tudíž kapitálových toků a dynamiky směnných kurzů. To jde nad rámec existence finančních center, ale ukazuje to, že kapitálové toky zůstávají hluboce zakořeněny v geografických prostorech a že tato zakotvení formuje a udržuje nerovnoměrnost mezinárodního finančního systému, která zásadně mění pohled na mezinárodní ekonomii a směnné kurzy. Proto volný obchod je jemnou formou merkantilismu. Chudá země potřebuje ochranu před zahraniční konkurencí. V postkeynesovské teorii je export/úspěch korporací na mezinárodních trzích zásadní pro prosperitu národa a státu. Postkeynesiánská teorie směnného kurzu předpokládá se, že ceny měn jsou téměř výhradně funkcí finančních toků, které dominují mezinárodní ekonomice. Směnné kurzy se zastaví na úrovních, které vyrovnají očekávanou návratnost světových měn na FOREXovém trhu, přičemž ta je řízena úrokovými sazbami (a v menší míře dalšími výnosy aktiv), účetními náklady, prémiemi za likviditu a prognózou investorů. Postkeynesiánští a jiní heterodoxní autoři také založili alternativní obchodní teorii. Důrazně tvrdili, že by měla být založena na absolutní výhodě, technologických mezerách, hodnotových řetězcích a vertikálně integrovaných mzdových nákladech. Mezi poučení z postkeynesiánské obchodní teorie patří, že bychom neměli očekávat, že ekonomika automaticky vyřeší obchodní deficity a přebytky (a la neoklasicismus). Spíše mohou zůstat neomezeně dlouho a jsou funkcí absolutních, nikoli komparativních výhod národů. Obchodní nerovnováha vzniká v důsledku rozdílů v absolutní komparativní výhodě. Protože zvýšení konkurenceschopnosti nevede ke kompenzačnímu zhodnocení měny jako v neoklasicismu, způsobuje jednorázovou změnu obchodní bilance. Zatímco obchodní toky mají malý dopad na směnný kurz, opak není pravdou.
Podle postkeynesiánské obchodní teorie skutečně existují podmínky, za kterých lze vytvořit přebytek běžného účtu. A teorie směnného kurzu konečně takový názor podporuje. Na cenách měn záleží a nic je nenutí, aby se přizpůsobily absolutním výhodám národů, takže nízkonákladové země mají obchodní přebytky a naopak. Rozsáhlý empirický výzkum silně podpořil Thirlwallovo tvrzení, že omezení platební bilance je skutečné a významné, zejména v rozvojových zemích. Důležitější hnací silou obchodních toků je podle zastánců Thirlwallova zákona soubor proměnných zahrnujících necenové faktory ovlivňující dovoz a vývoz. Dále se obávají, že pokud země zažije dlouhá období, během nichž bude nucena financovat obchodní nerovnováhu krátkodobým přílivem kapitálu, povede to v konečném důsledku ke „kolapsu směnného kurzu a riziku následného znehodnocení měny a inflační spirále typu německé hyperinflace", kterou dnes zažívá Turecko.
| | |                             |   | Měnová suverenita (MS) | |
| Nevládní měna (Země, které používají cizí měnu, mají směnitelnou měnu nebo jsou členy měnových unií) | Suverénní měna                                                                                     |                             |   | | |
| Stupeň politického prostoru                                                                          | |                             |   | | |
| - | +                                                                                                  |                             |   | | |
| Měnová hierarchie (CH)                                                                               | Klíčová měna (hegemonní měna, strukturální měna)                                                   | Stupeň politického prostoru | + | žádná | Spojené státy americké                                                                               |
| Měnová hierarchie (CH)                                                                               | Centrum měny                                                                                       | Stupeň politického prostoru |   | Země eurozóny (např. Německo, Francie, Řecko, Španělsko atd.) | např. Kanada, Velká Británie, Japonsko, Švýcarsko atd.); Euro, které je pod dominancí Německa, Čína, |
| Měnová hierarchie (CH)                                                                               | Periferní měny (Na základě vzorku zemí rozvíjejících se trhů Institutu mezinárodních financí (IIF) | Stupeň politického prostoru | - | Ekvádor, Argentina, Brazílie, Bulharsko, Chile, Čína, Kolumbie, Česká republika, Ekvádor, Egypt, Maďarsko, Indie, Indonésie, Korea, Libanon, Malajsie, Mexiko, Maroko, Nigérie, Peru, Filipíny, Polsko, Rumunsko, Rusko, Saúdská Arábie, Jižní Afrika, Thajsko, Turecko, Ukrajina, Spojené arabské emiráty | např. Brazílie, Mexiko, Indie, Indonésie, Thajsko, Turecko.                                          |

Zdroj: D.M. Prates